# والتر مکن
والتر مکن (انگلیسی: Walter Macken; ۳ مهٔ ۱۹۱۵ – ۲۲ آوریل ۱۹۶۷) بازیگر، نویسنده، و بازیگر تئاتر اهل جمهوری ایرلند بود.